# Grabbezirk des Aristion aus Ephesos
Der sogenannte Grabbezirk des Aristion aus Ephesos ist ein erhaltenes Grabensemble des Kerameikos, des bedeutendsten und größten antiken Friedhofs von Athen.
Der Grabbezirk des Aristion aus Ephesos befindet sich auf einem Areal zwischen der Gräberstraße und der Heiligen Straße, unmittelbar nördlich des Grabbezirks des Eubios. Der Grabbezirk hatte etwa 6,5 Meter mal 6,0 Meter Seitenlänge. An der Nordseite wurde er von einer Frontmauer aus Konglomeratquadern begrenzt, die Nebenseiten von Lehmziegelmauern auf Bruchsteinsockeln. Heute sind die Mauern wieder zugeschüttet. Das Areal wurde in der ersten Hälfte des 4. Jahrhunderts v. Chr. angelegt und nach einer Zerstörung in der zweiten Hälfte des Jahrhunderts wieder erneuert. Heute findet sich hier noch eine Basis für ein Grabdenkmal, ein großes marmornes Naïskosrelief. Es war zur Heiligen Straße nach Norden ausgerichtet, obwohl es näher an der Gräberstraße aufgestellt war. Zudem hat die Basis eine runde Vertiefung, in die wahrscheinlich ein dem Grabkult geweihtes marmornes Gefäß gestellt wurde, wahrscheinlich eine Lekythos.
Ein Grabmal, die sogenannte Stele des Aristion aus Ephesos (nicht zu verwechseln mit der ungleich bekannteren Grabstele des Aristion), die dem Grabbezirk auch ihren Namen gab, wurde im Zuge der Ausgrabungen der Archäologischen Gesellschaft Athen von Athanasios S. Rhousopoulos im Jahr 1870 aufrechtstehend, aber wohl nicht in situ gefunden. Sie gehörte zum Grab eines Aristion aus Ephesos, Sohn des Arist(i?)on. Ihre Zuordnung zum Grabbezirk ist ungewiss. Heute befindet sich die Stele im Archäologischen Nationalmuseum. Den Grabbezirk hat Karl Kübler 1935/1936 erneut erforscht, doch wurden bislang lediglich die Gräber des späten 5. Jahrhunderts v. Chr. publiziert. Die Funde aus dem 4. Jahrhundert v. Chr. sind unveröffentlicht.